# سرکش (فیلم ۱۹۸۳)
سرکش (به هندی: Mawaali) فیلمی محصول سال ۱۹۸۳ و به کارگردانی کی. باپایا است. در این فیلم بازیگرانی همچون جیتندرا، سری دوی، جایا پرادا، قادرخان، پریم چوپرا، شاکتی کاپور، آسرانی، افتخار، آریونا ایرانی ایفای نقش کرده‌اند.